# Йозеф Геффнер
Йозеф Геффнер (нім. Joseph Höffner; 24 грудня 1906, Хорхаузен, Німецька імперія — 16 жовтня 1987, Кельн, ФРН) — німецький кардинал. Єпископ Мюнстера з 9 липня 1962 по 6 січня 1969. Титулярний архієпископ Аквілеї і коад'ютор Кельна з правом успадкування з 6 січня по 24 лютого 1969. Архієпископ Кельна з 24 лютого 1969 по 14 вересня 1987. Голова Конференції католицьких єпископів Німеччини з 1976 по 1987 рік. Кардинал-священик з титулом церкви S. Andrea della Valle з 28 квітня 1969.